# Xia Da
Xia Da (xinès simplificat: 夏达, pinyin: Xià Dá) (Huaihua, Hunan, 4 d'abril de 1981) és una dibuixant de manhua xinesa. És coneguda pels còmics Zi Bu Yu i Chang Ge Xing, havent venut uns cinc milions de còpies a data de 2018. S'ha destacat el seu dibuix per l'estil d'inspiració clàssica i ha tingut una bona acollida tant a la Xina com al Japó.

## Biografia
Xia Da va nàixer el 4 d'abril de 1981 a Huaihua, Hunan. Des de menuda es mostrà interessada per la pintura i la lectura de còmics, començant a fer els seus propis manhua a la secundària.
Amb l'aparició del Xin Manhua i l'acceptació en els canals oficials d'aquella indústria que es movia per canals alegals, esdevé una de les artistes que publica a revistes oficials.
Va publicar el seu primer treball, titulat Cheng Zhang, a la revista Beijing Katong, rebent una encoratjadora i resposta per part de l'editorial. També publicà a Man You. Després de graduar-se a la universitat, es va traslladar a Pequín i va treballar breument en publicitat abans de deixar-ho per tal de centrar-se en els seus propis còmics. En aquella etapa, vivia amb uns ingressos modestos, per la qual cosa es va concentrar en el dibuix.

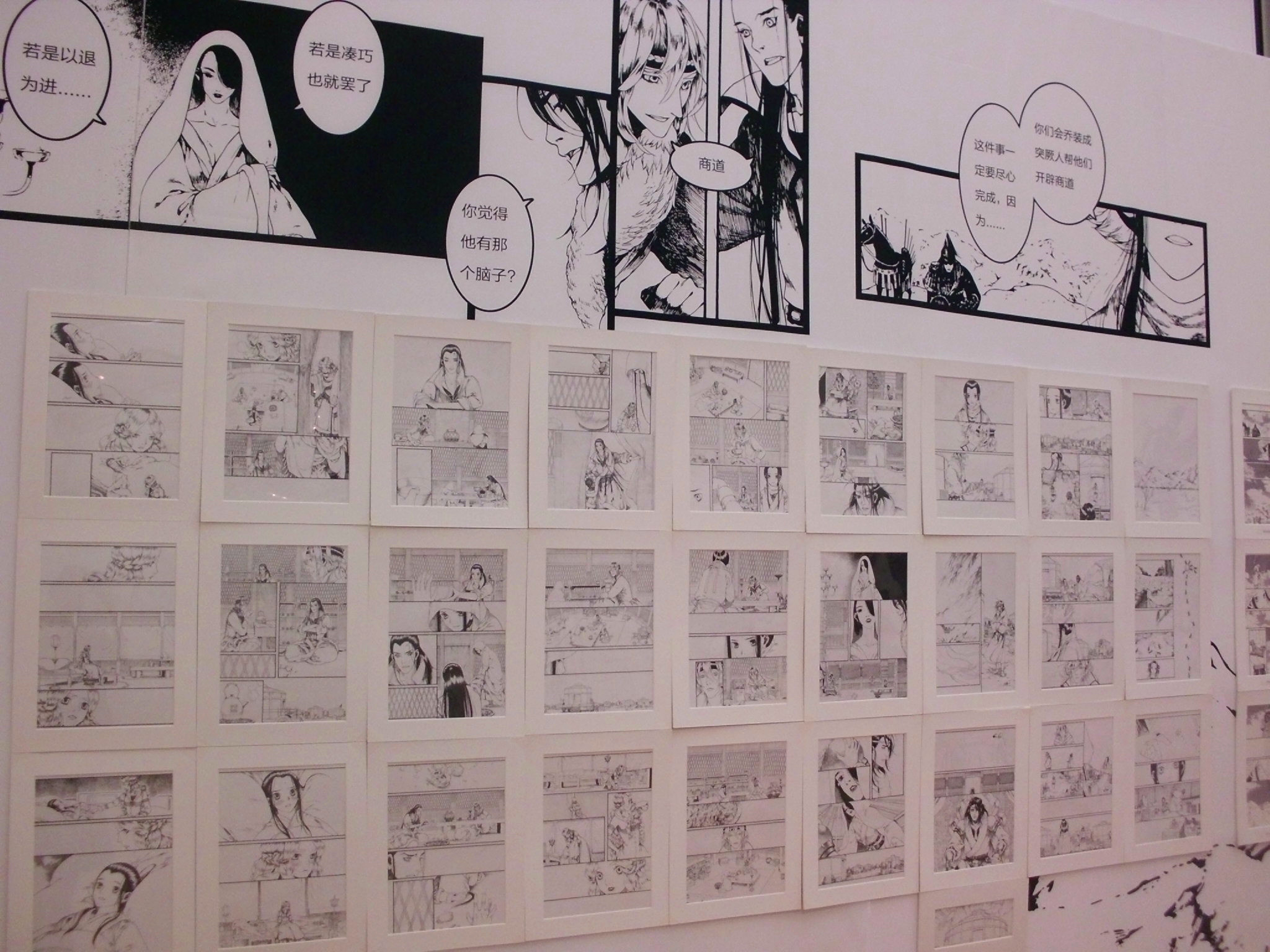
Panells de Chang Ge Xing a la biblioteca de Hangzhou

El seu primer còmic, Siyue de Gushi, va ser publicat poc abans de la seva graduació universitària, el 2003. Zi Bu Yu, el seu segon treball, es va serialitzar el 2008. La sèrie va guanyar el premi Jin Long Jiang aquell mateix any, i posteriorment seria publicat al Japó per Ultra Jump el 2009. Abans de ser publicada al Japó, l'obra va ser revisada i recomanada per Matsui Sakamoto, redactor en cap del manga Saint Seiya.
El 2007 va ser invitada a formar part del que aleshores era un dels majors estudis de manhua del país, Xiatian Dao.
Després del llançament de Zi Bu Yu, Xia Da va publicar diversos còmics, tant a la Xina com al Japó. Chang Ge Xing, un drama històric ambientat a la dinastia Tang, va rebre el Golden Monkey durant la seua serialització, i una sèrie televisada basada en el còmic va començar a rodar-se el 2019.
El setembre de 2017, Xia Da va anunciar la formació del seu propi estudi a Hangzhou, juntament amb la serialització d'un nou còmic, Shiyi Liu.